# Okręg wyborczy Pontefract and Castleford
Okręg wyborczy Pontefract and Castleford powstał w 1974 r. i wysyła do brytyjskiej Izby Gmin jednego deputowanego. Okręg obejmuje miasta Pontefract i Castleford w zachodnim Yorkshire. Okręg został zniesiony w 2010 roku.

## Deputowani do brytyjskiej Izby Gmin z okręgu Pontefract and Castleford
- 1974–1978: Joseph Herper, Partia Pracy
- 1978–1997: Geoffrey Lofthouse, Partia Pracy
- 1997–2010 : Yvette Cooper, Partia Pracy